# Les amnésiques n'ont rien vécu d'inoubliable
Les amnésiques n'ont rien vécu d'inoubliable, ou Mille réponses à la question, à quoi tu penses ? est un recueil d'Hervé Le Tellier, publié en 1997 aux éditions Le Castor astral  (ISBN 2-85920-297-8).
Il a été traduit, entre autres, en anglais par Ian Monk et publié aux États-Unis chez Dalkey Archive sous le titre A thousand pearls (for a thousand pennies).

## Synopsis
Chaque pensée débute par « À quoi tu penses ? Je pense que… » Les considérations qu'elles contiennent vont de la plus banale à la plus subtile en passant par les évidences et les jeux de mots. Beaucoup d'entre elles font sourire ou rire, le ton étant principalement celui de l'humour.
C'est aussi, par sa forme (et son titre) un hommage au Je me souviens, de Georges Perec.
Le texte a été adapté au théâtre par plusieurs metteurs en scène, la dernière fois par Frédéric Cherbœuf au Lucernaire puis au Festival d'Avignon, en 2011, avec Isabelle Cagnat et Etienne Coquereau. Sous la forme de questions/réponses, les deux acteurs nouent une intrigue autour d'une sélection de cent cinquante pensées. Le texte revisite les thèmes de la poésie lyrique, mais le rire vient toujours mettre à distance toute interprétation trop sérieuse ou naïve. Dans la parfaite tradition oulipienne, Hervé Le Tellier travaille le langage et ses expressions figées pour y faire naître poésie et vérité.

## Reférences
1. ↑  « Les amnésiques n'ont rien vécu d'inoubliable », sur Le Castor astral (consulté le 10 juillet 2024).
2. ↑  (en) « A thousand pearls (for a thousand pennies) / Hervé Le Tellier ; translated by Ian Monk. », sur Princeton University (consulté le 10 juillet 2024).
3. ↑  « La quête de la jeunesse dans Les Amnésiques n’ont rien vécu d’inoubliable d’Hervé Le Tellier », sur Master LCI de Poitiers (consulté le 10 juillet 2024).
4. ↑  « Les amnésiques n'ont rien vécu d'inoubliable », sur Compagnie Eulalie (consulté le 10 juillet 2024).
5. ↑  « Les amnésiques n'ont rien vécu d'inoubliable. Théâtre du Lucernaire. », sur L'Officiel des spectacles (consulté le 10 juillet 2024).